# Алексеј Жадов
Алексеј Семјонович Жадов (рус. Алексей Семёнович Жадов; раније презиме Жидов; село Николскоје (Орел), 30. март 1901 — 10. новембар 1977) је био совјетски генерал армије и први наместник копнених снага совјетске армије. Заслугом у рату постао је херој Совјетског Савеза.

## Биографија
Рођен је у селу Николскоје, у орловској области. Члан Комунистичке партије (КПСС) постаје 1921. у Црвену армију улази 1919. и учесник је грађанског рата у Русији. 1920. завршио је кадетски курс за коњицу, 1928. војно-политички курс и 1934. Фрунзејеву војну академију.
Други светски рат дочекао је на месту команданта 4. ваздушно-десантног корпуса на Западном фронту. Августа 1941. постане начелник штаба 3. армије (брјански фронт). Учесник је битке за Москву. У лето 1942. командује 8. коњичким корпусом на брјанском фронту. Октобра 1942. командује 66. армијом са којом води снажне противнападе на нацисте северно од Стаљинграда. Заслугом у боју његова армија је преименована у 5. гардијску армију. Заједно са 5. гардијском тенковском армијом генерала Ростимирова успешно је одбацио нацисте код Прохоровке.
Касније Алексеј Семјонович Жданов судјеловао је у ослобођењу Украјине, Лавова, у бици за Праг и бици за Берлин. За заслуге у рату 6. априла 1945. одликован је херојем Совјетског Савеза.
После рата био је начелник Војне академије Фрунзе и командант Централне групе војске.
Умире 10. новембра 1977. По њему се данас назива трг у Москви. Сахрањен је на московском гробљу Новодевичи.